# Hadj Mechri
Pour les articles homonymes, voir Mechri.
Hadj Mechri est une commune de la wilaya de Laghouat en Algérie.